# Wilsberg: Bullenball
Bullenball ist die 30. Folge der Fernsehfilmreihe Wilsberg. Der Film basiert auf der Wilsberg-Figur von Jürgen Kehrer. Die Erstausstrahlung erfolgte am 25. November 2010 im ZDFneo. Regie führte Hans-Günther Bücking, das Drehbuch schrieb Timo Berndt.

## Handlung
Privatdetektiv Georg Wilsberg besucht mit Alex und Ekki den alljährlich stattfindenden Bullenball, der von den Landwirten der Umgebung organisiert wird. Ekki amüsiert sich nicht so richtig und begibt sich früher als die anderen auf den Heimweg, dabei nimmt er den jungen Michael Klarmann in seinem Wagen mit. Dieser will am Kieswerk aussteigen, weil er dort sein Auto abgestellt hat. Auf dem Weg dorthin muss Ekki anhalten, weil ein totes Wildschwein mitten auf der Straße liegt. Beide steigen verwundert aus, und plötzlich wird auf sie geschossen. Während Ekki leicht verletzt wird, wird Klarmann tödlich getroffen. Da Ekki glaubt, dass ihm als ungeliebtem Steuerprüfer dieser Anschlag gilt, versucht Wilsberg ihm zuliebe, den Fall aufzuklären. Als erstes findet er heraus, dass jemand mit einem Jagdgewehr Schießübungen auf ein Verkehrsschild getätigt hat. Fast alle Bauern sind auch Jäger, was den Kreis der Verdächtigen nicht gerade klein macht. Den größten Teil der Acker- und Waldflächen hat allerdings Christian Klarmann, der Stiefvater des Opfers, als Jagdpacht in Nutzung, was die meisten Jäger ärgert und neidisch macht – für Wilsberg ein mögliches Motiv.
Kommissarin Anna Springer konzentriert sich bei ihren Ermittlungen auf das Umfeld des Opfers. Michael Klarmann war mit seinen 24 Jahren bereits Geschäftsführer geworden, weil sich sein Stiefvater aus gesundheitlichen Gründen aus der Firma hatte zurückziehen müssen. Michaels Freundin Jule Köhler ist erst seit kurzem mit dem jungen Mann zusammen; ein eifersüchtiger Freund scheint nicht vorhanden zu sein. Doch mitten in ihren Recherchen wird auf Ekki ein weiteres Mal geschossen, als er mit seiner neuen Freundin Nicole Bentus zusammen in seinem Büro ist. Für Wilsberg sieht das nur nach einem Ablenkungsmanöver aus, denn offensichtlich hat der Schütze absichtlich daneben geschossen. Ekki ist dennoch fest davon überzeugt, dass die Schüsse ihm galten, und er verdächtigt Thomas, den Exfreund seiner Nicole. Doch schnell findet Wilsberg heraus, dass Nicole Ekki nur ausgenutzt hat, damit er für sie steuerlich positiv entscheidet.
Wilsberg stößt bei seinen Ermittlungen auf eine besondere Beziehung zwischen dem Stiefvater des Opfers und Irmgard Köhler, der Mutter von Michaels Freundin Jule. Seit 19 Jahren lässt Klarmann die Frau mietfrei in einem seiner Häuser wohnen. Ebenso lange ist Köhlers Ehemann verschwunden, was Wilsberg verdächtig erscheint. Er forscht weiter und findet unter einer von Klarmanns alten Jagdhütten ein Skelett. Als Christian Klarmann aufgrund des Fundes den Mord an Günther Köhler gesteht, wird er plötzlich vor Wilsbergs Augen erschossen. Der Detektiv sieht die Lösung bei Irmgard Köhler. Er spricht sie darauf an und erfährt so, dass Jule Klarmanns Tochter ist. Ihr Mann wollte seinerzeit Klarmann mit diesem Wissen erpressen. Aus Angst, dass dann seine geplante Hochzeit platzen würde, erschoss Klarmann Günther Köhler.
Da sowohl Köhler als auch Vater und Sohn Klarmann mit der gleichen Waffe erschossen worden sind, versucht Wilsberg, die Lösung des Falles über die Waffe zu finden. Sie musste über all die Jahre dem Mörder zugänglich gewesen sein; damit führt die Spur zu Ulf Hagen, der die Waffen des Schützenvereins bei sich aufbewahrt. Doch nicht er, sondern sein Sohn Karsten hat die Klarmanns erschossen, da er herausgefunden hatte, dass Jule Köhler, auf deren Zuneigungen er sich schon länger Hoffnungen machte, Erbin eines möglichen Vermögens wird. Dabei ahnte er nicht, dass Christian Klarmann so gut wie pleite war und Jule keinerlei Interesse an ihm hat.

## Hintergrund
Bullenball erschien zusammen mit der Folge Gefahr im Verzug von Polarfilm auf DVD. Regisseur Hans-Günther Bücking betätigte sich in dieser Episode auch als Kameramann.
Der Running Gag „Bielefeld“ wird in dieser Folge durch ein Verkehrsschild eingebaut, auf das der Mörder Zielübungen veranstaltet hatte. (Minute 12, 23, 25, 30). Des Weiteren ruft Wilsberg im Zuge seiner Ermittlungen bei Manni Höch in Bielefeld an. (Minute 59)

## Kritik
Tilmann P. Gangloff wertete bei tittelbach.tv etwas verhalten: „‚Wilsberg‘ ist für Krimi-Vielgucker stets eine willkommene Abwechslung. Diesen ganzen Mords-TV-Tinnef nicht so ernst zu nehmen, ist eine gesunde Haltung.“ Nur dieser Bullenball sei allenfalls so lala. Der Fall sei unterdurchschnittlich und auch Spielfreude und Witz ließen zu wünschen übrig.
Quotenmeter kritisierte die „an einigen Stellen unglaubwürdig[e] und unpassend[e]“ Dialogführung sowie die „Auflösung der Konflikte […][die] eher ein schlechter Witz“ war. Lobende Worte fanden die Kritiker für den „komplexe Haupthandlungsstrang um den Mordfall und die im Laufe der Ermittlungen aufgedeckten Abgründe in der Familie Klarmann.“ Die Geschichte befand man als „zumeist glaubwürdig geschrieben.“ „Zu Beginn des zweiten Aktes bemüht man sich auch sichtlich, die Spannung anzuziehen, deren Aufbau während der sehr langen Exposition im ersten Akt leider vollends vernachlässigt wurde.“
Auch bei der Zeitung Stimme.de meinte man: „Es gab schon heiterere, also auch bessere ‚Wilsbergs‘. Stellenweise ein bisschen zäh treibt der Film auf eine einigermaßen konstruierte Auflösung hin.“ Doch der Krimi „hält einige handfeste Überraschungen bereit. Auch erfahrene Krimifans sollten ihren ersten Vermutungen nicht unbedingt Glauben schenken.“
Die Redaktion von TV Spielfilm zeigte den Daumen nach oben und urteilte: „Schon die Kostümierung der Landwirte lässt erahnen, dass der Fall wieder meilenweit neben der Realitätsspur ist. Trotzdem finden sich neben plattem Kalauer auch feine Einzeiler.“ Fazit: „Moderat spritzig, aber sympathisch.“